# Speziallager (Logistik)
Das Speziallager ist ein Sammel- und Oberbegriff aus der Lagerlogistik und beschreibt bei der Lagerhaltung – in der Regel Logistikimmobilien – die auf Grund ihrer Bauweise oder technischen Ausstattung geeignet sind, Artikel und Warengruppen mit entsprechenden Eigenschaften einzulagern, die mit normalen Lagertechniken und -verfahren nicht oder eingeschränkt verwahrt werden können.
Insbesondere sind flüssige, gasförmige, diebstahlsgefährdete und leicht verderbliche Materialien in Speziallagern gelagert.
Gängig sind:
- Kühllager, Einlagerung von Lebensmitteln
- Tanklager, Aufnahme unfester Stoffe, auch in den technischen Ausführungen:
  - Druckbehälter
  - Wasserturm
  - Erdgasspeicher
- Silos für Schüttgut

Insbesondere chemische und petrochemische Stoffe sind häufig als Gefahrgut deklariert und entsprechend gesetzlicher Bestimmungen unter Umständen gesondert in einem Gefahrgutlager aufzubewahren.
Im weiteren Sinne – über die klassische betriebliche Lagerhaltung hinaus – gehören auch Endlager dazu; siehe auch u. a.:
- Atommülllager
- Deponie
- Zwischenlager (Kerntechnik)